# Xian de Gao
Pour les articles homonymes, voir Gao.
Le xian de Gao (高县 ; pinyin : Gāo Xiàn) est un district administratif de la province du Sichuan en Chine. Il est placé sous la juridiction de la ville-préfecture de Yibin.

## Démographie
La population du district était de 500 324 habitants en 1999.